# Yoon Hye-suk
Pour les articles homonymes, voir Yoon (homonymie).
Dans ce nom coréen, le nom de famille, Yoon, précède le nom personnel.
Yoon Hye-Suk, née le 19 juin 1983 à Pusan, est une joueuse de  volleyball sud-coréenne.

## Biographie
Yoon Hye-suk joue en équipe nationale féminine de volleyball de Corée du Sud en 2010.
Elle a participé à la World Grand Champions Cup féminine de 2009  puis au Championnat du Monde féminin de Volleyball de 2010.